# Ngô Thanh Nhàn
Ngô Thanh Nhàn (sinh năm 1948) là một nhà ngôn ngữ học chuyên về xử lý ngôn ngữ tự nhiên trên máy tính đang làm việc tại Đại học New York. Ông đã đóng góp trong việc mã hóa và chuẩn mã chữ quốc ngữ, chữ Nôm và chữ Chăm trên máy tính. Ông cũng là phó chủ tịch của Hội Bảo tồn Di sản chữ Nôm.

## Học vấn
Từ năm 1968 đến 1972, ông nhận học bổng của Bộ Ngoại giao Hoa Kỳ và nhận bằng cử nhân (về tiếng Nga) tại Đại học Tiểu bang San Jose năm 1972. Ông nhận bằng cao học cũng tại trường này trong môn ngôn ngữ lý thuyết năm 1977. Năm 1984, ông nhận bằng tiến sĩ (môn ngôn ngữ học) tại Đại học New York.

## Hoạt động chính trị
Từ năm 1968 đến 1972, ông đã tham gia phong trào chống chiến tranh Việt Nam tại Hoa Kỳ. Từ 1972 đến 1976, ông tham gia sáng lập "Liên hiệp Việt kiều tại Mỹ". Từ 1976 đến 1979, ông đã giúp sáng lập "Hội Việt kiều Yêu nước tại Mỹ", sau đó sáng lập "Hội Người Việt Nam tại Mỹ" để kêu gọi chính phủ Hoa Kỳ bình thường hoá, bãi bỏ cấm vận với Việt Nam (1975-1995).
Ông kết hôn với Merle Ratner, một phụ nữ đã từng hoạt động trong phong trào phản chiến và ủng hộ Mặt trận Dân tộc Giải phóng miền Nam Việt Nam. Hai người đang hoạt động trong Diễn đàn Brecht tại trường Marx. Họ cũng tích cực tham gia hỗ trợ các nạn nhân chất độc da cam, là đồng phối hợp viên trong "Cuộc Vận động Cứu trợ và Trách nhiệm đối với Nạn nhân Chất độc Da cam Việt Nam" tại Mỹ.